# Orca-pigmeia
A orca-pigméia (Feresa attenuata) é um golfinho oceânico pouco conhecido e raramente visto. Seu nome popular deriva do fato de compartilhar algumas características físicas com a orca. É a menor espécie de cetáceo que possui "orca" no nome comum. Embora a espécie seja conhecida por ser extremamente agressiva em cativeiro, esse comportamento agressivo não foi observado na natureza.
A espécie foi descrita por John Gray em 1874, com base em dois crânios identificados em 1827 e 1874. O próximo avistamento registrado foi em 1952, o que levou à sua denominação formal pelo cetologista japonês Munesato Yamada em 1954.

## Descrição

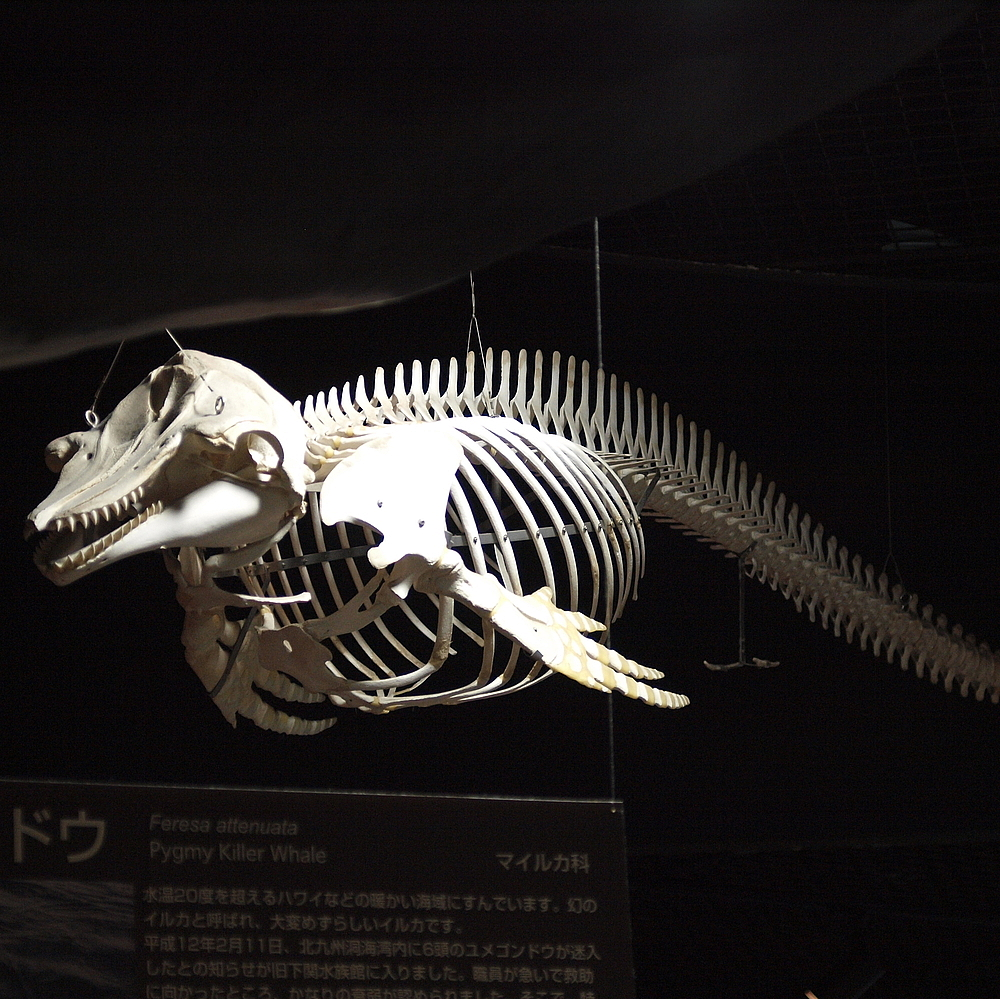
Esqueleto de uma orca-pigméia

### Características distintas
A orca-pigméia é cinza escuro a preto no cabo e tem uma mudança acentuada para cinza mais claro nas laterais. A carne ao redor dos lábios e na ponta do focinho é branca, enquanto uma pele rosada envolve os órgãos genitais. O comprimento médio é de pouco mais de dois metros (6,5 pés). Ao atingir 2 metros de comprimento, os machos são considerados sexualmente maduros. Possui aproximadamente 48 dentes, com 22 dentes na mandíbula superior e 26 na mandíbula inferior.
A espécie viaja a aproximadamente 3 km/hora (2 milhas/hora) e é encontrada predominantemente em águas mais profundas, variando de 500 m a 2.000 m (1600–6500 pés) de profundidade.
É mais comumente confundida com o golfinho-cabeça-de-melão e a falsa-orca.
As três espécies podem ser distinguidas por diferenças físicas entre elas. Uma diferença que define é que, embora ambas as espécies tenham branco ao redor da boca, na orca-pigmeia o branco se estende de volta para o rosto. Também têm barbatanas dorsais com pontas arredondadas, em oposição às pontas pontiagudas. Quando comparadas com a falsa-orca, a orca-pigmeia têm uma barbatana dorsal maior. Finalmente, as orca-pigmeia possui uma linha mais claramente definida onde a cor escura dorsal muda para a cor lateral mais clara do que qualquer uma das outras duas espécies.
As diferenças de comportamento também podem ser usadas para diferenciar a orca-pigmeia da orca-falsa. A orca-pigmeia geralmente se move lentamente quando está na superfície, enquanto a orca-falsa é altamente energética. A orca-pigmeia raramente cavalga na proa, um comportamento comum da falsa-orca.
O pequeno tamanho desta espécie também causa confusão com outros golfinhos, especialmente onde a forma da cabeça frontal dos animais encontrados permanece invisível. Ao contrário do golfinho-cabeça-de-melão, a orca-pigmeia normalmente não levanta todo o rosto acima da água quando emergem para respirar.

### Registros iniciais
Antes da década de 1950, o único registro da orca-pigmeia era de dois crânios identificados em 1827 e 1874. Em 1952, um espécime foi capturado e morto em Taiji, Japão, que é conhecido por sua caça anual de golfinhos. Seis anos depois, em 1958, um indivíduo foi morto na costa do Senegal. Em 1963, houve dois eventos registrados envolvendo a orca-pigmeia. O primeiro foi no Japão, onde 14 indivíduos foram capturados e levados ao cativeiro; todos os 14 animais morreram em 22 dias. O segundo foi na costa do Havaí, onde um animal foi capturado e levado com sucesso para o cativeiro. Em 1967, uma única orca-pigmeia na Costa Rica morreu depois de ficar presa em uma rede de cerco com retenida. Finalmente, em 1969, uma orca-pigmeia foi morta na costa de São Vicente e um grupo de indivíduos foi registrado no Oceano Índico.

## Ecolocalização e audição

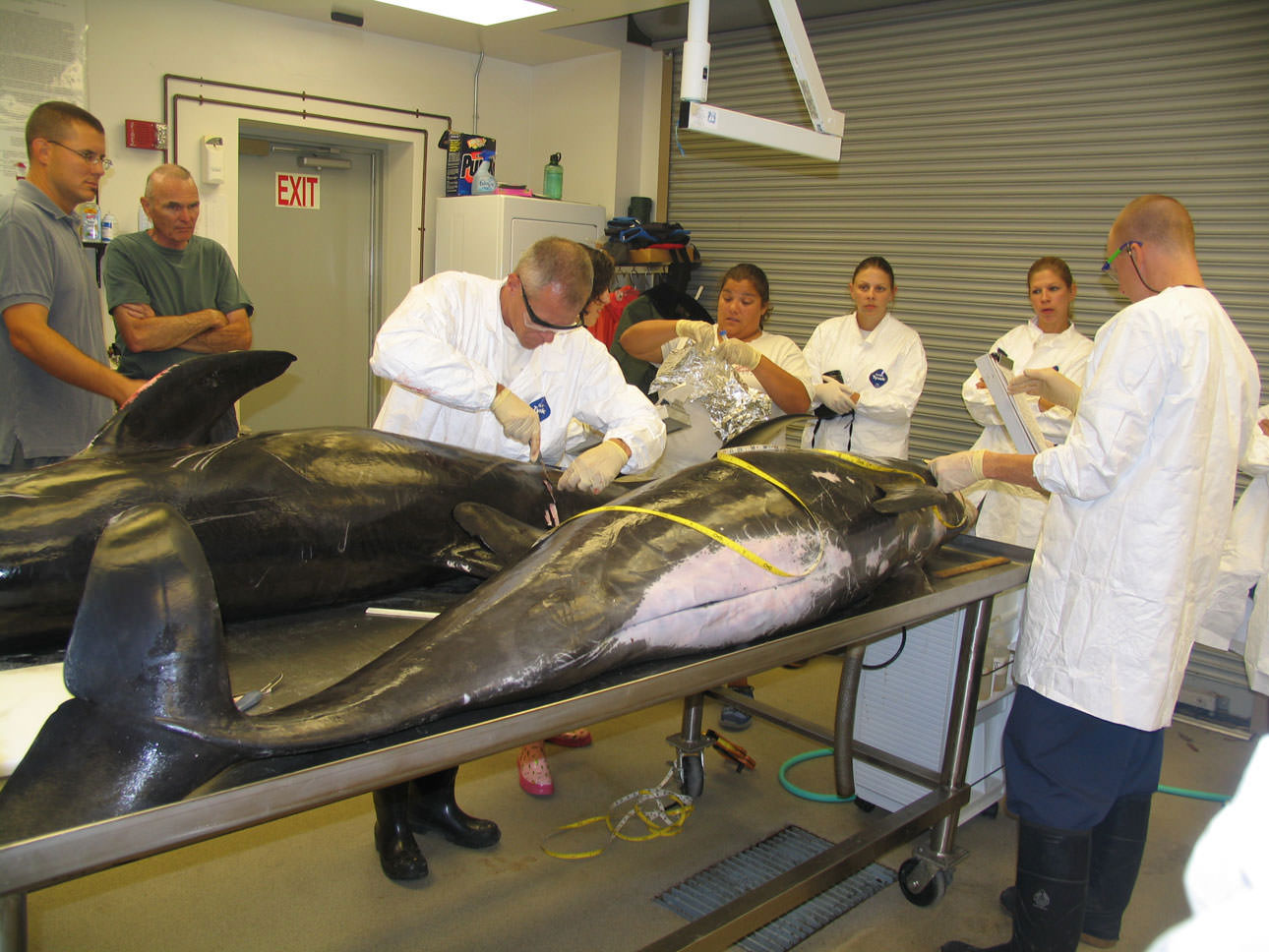
Necropsia de duas orcas-pigmeias

Como outros golfinhos oceânicos, a orca-pigmeia usa a ecolocalização. O centróide das frequências de ecolocalização está entre 70-85 kHz e pode variar de 32 a 100 kHz. Isso é semelhante ao alcance de outros odontocetos, como o golfinho-nariz-de-garrafa, mas é um pouco maior do que a orca-falsa. Durante a ecolocalização, produz 8-20 cliques por segundo com um nível de som de 197-223 decibéis na fonte de produção. A direcionalidade linear da produção de som é melhor do que em botos, mas menor do que a encontrada no golfinho-nariz-de-garrafa; a direcionalidade mais alta resulta em sons que são mais fáceis de distinguir do ruído de fundo. Com base nas semelhanças com os parâmetros acústicos de outros odontocetos, presume-se que eles usam um mecanismo semelhante para produzir cliques de ecolocalização.
A anatomia para recepção auditiva é semelhante a outros odontocetos, com uma mandíbula oca e um corpo adiposo mandibular composto por uma camada externa de baixa densidade e um núcleo interno mais denso. O núcleo interno entra em contato direto com o complexo timpanoperiótico (funcionalmente semelhante à bolha auditiva em outras espécies). Os testes de audição realizados em dois indivíduos vivos trazidos para reabilitação exibiram faixa de resposta de frequência e resolução temporal semelhantes às encontradas em outros golfinhos. Durante esses testes, um indivíduo apresentou perda auditiva de baixa frequência que pode estar relacionada ao tratamento com o antibiótico amicacina, embora os pesquisadores acreditassem que a causa mais provável eram pequenas diferenças na configuração do teste.

## População e distribuição

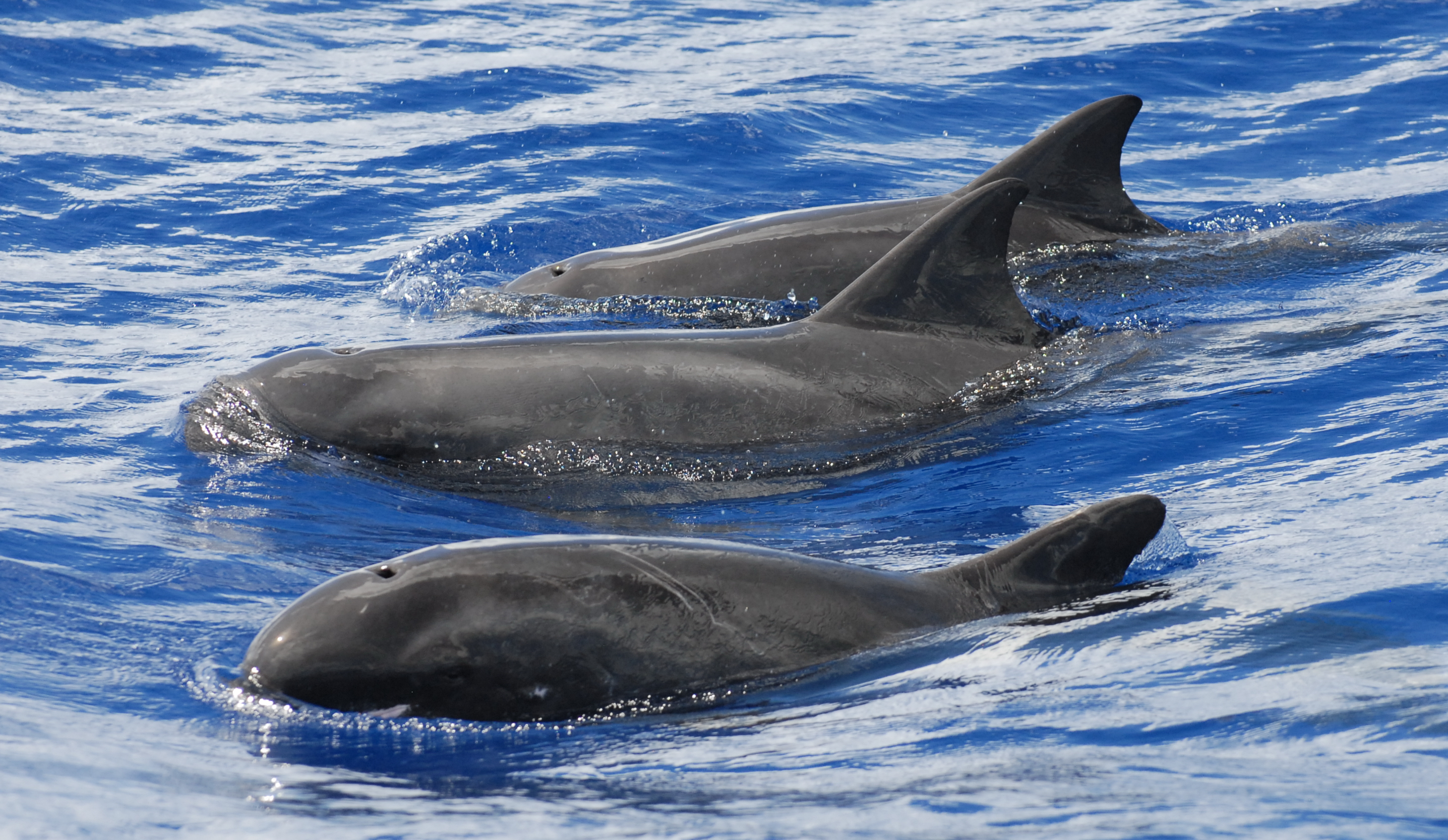
Grupo de orcas-pigmeias em Guam

A espécie foi observada em grupos que variam de 4 a 30 ou até mais. A única estimativa populacional é de 38.900 indivíduos no Oceano Pacífico tropical oriental; no entanto, essa estimativa tinha um grande coeficiente de variação, o que significa que o tamanho real da população poderia ser muito menor ou muito maior.
A espécie possui ampla distribuição em águas tropicais e subtropicais em todo o mundo. É avistada regularmente no Havaí e no Japão. As aparições nas capturas acessórias sugerem uma presença durante todo o ano no Oceano Índico, perto do Sri Lanka e das Pequenas Antilhas. A espécie também foi encontrada no sudoeste do Oceano Índico, nas Terras Francesas do Sul e da Antártica, na Ilha da Europa, em Moçambique e na África do Sul, mas ainda não foi registrada na África Oriental. No Atlântico, indivíduos foram observados no extremo norte, até a Carolina do Sul, a oeste, e o Senegal, a leste.
Uma população residente vive nas águas ao redor do Havaí. A maioria dos avistamentos ocorreu ao redor da ilha principal, no entanto, há avistamentos ocasionais ao redor de várias das outras ilhas. A população possui uma estrutura social fortemente conectada com afiliações entre indivíduos que podem durar até 15 anos. Apesar da existência dessa população residente, avistamentos de orcas-pigmeias no Havaí ainda são bastante raros; eles representaram menos de 1,5% de todos os cetáceos avistados em um estudo que durou de 1985 a 2007. Esta população foi observada associando-se a orcas-falsas, baleias-piloto-de-aleta-curta e golfinhos-nariz-de-garrafa.

## Conservação
A espécie é capturada de forma incidental em operações de pesca. Representa até 4% das capturas acessórias de cetáceos em redes de emalhar de deriva usadas pela pesca comercial no Sri Lanka.
Como outros cetáceos, é hospedeira de vermes parasitas, como cestóides e nematóides. A espécie cestóide, Trigonocotyle sexitesticulae, foi descoberta pela primeira vez no cadáver de uma orca-pigmeia. Uma orca-pigmeia que foi encontrada encalhada na costa da Nova Caledônia morreu de encefalite parasitária causada por nematóides. A espécie também é vítima de Isistius brasiliensis.
A orca-pigmeia ocasionalmente envolve-se em encalhes em massa. Como visto em outros cetáceos, esses encalhes frequentemente envolvem um indivíduo doente ou ferido; mesmo quando empurrados de volta ao mar por equipes de resgate, os indivíduos saudáveis muitas vezes encalharão novamente e se recusarão a partir até a morte do indivíduo em declínio de saúde.
A orca-pigmeia é classificada como espécie pouco preocupante pela União Internacional para a Conservação da Natureza (IUCN). Foi incluída no Acordo sobre a Conservação de Pequenos Cetáceos do Mar Báltico e do Mar do Norte (ASCOBANS) e no Acordo sobre a Conservação de Cetáceos no Mar Negro, Mar Mediterrâneo e Área Atlântica Adjacente (ACCOBAMS).